# Piode
Piode ist eine Gemeinde in der italienischen Provinz Vercelli (VC), Region Piemont.

## Lage und Einwohner
Piode liegt knapp 90 km nördlich von Vercelli und hat 188 Einwohner (Stand 31. Dezember 2023). Die Nachbargemeinden sind Campertogno, Pettinengo, Pila, Rassa und Scopello. Das Gemeindegebiet umfasst eine Fläche von 13 km² und liegt im alpinen Valsesiatal.

## Einzelnachweise

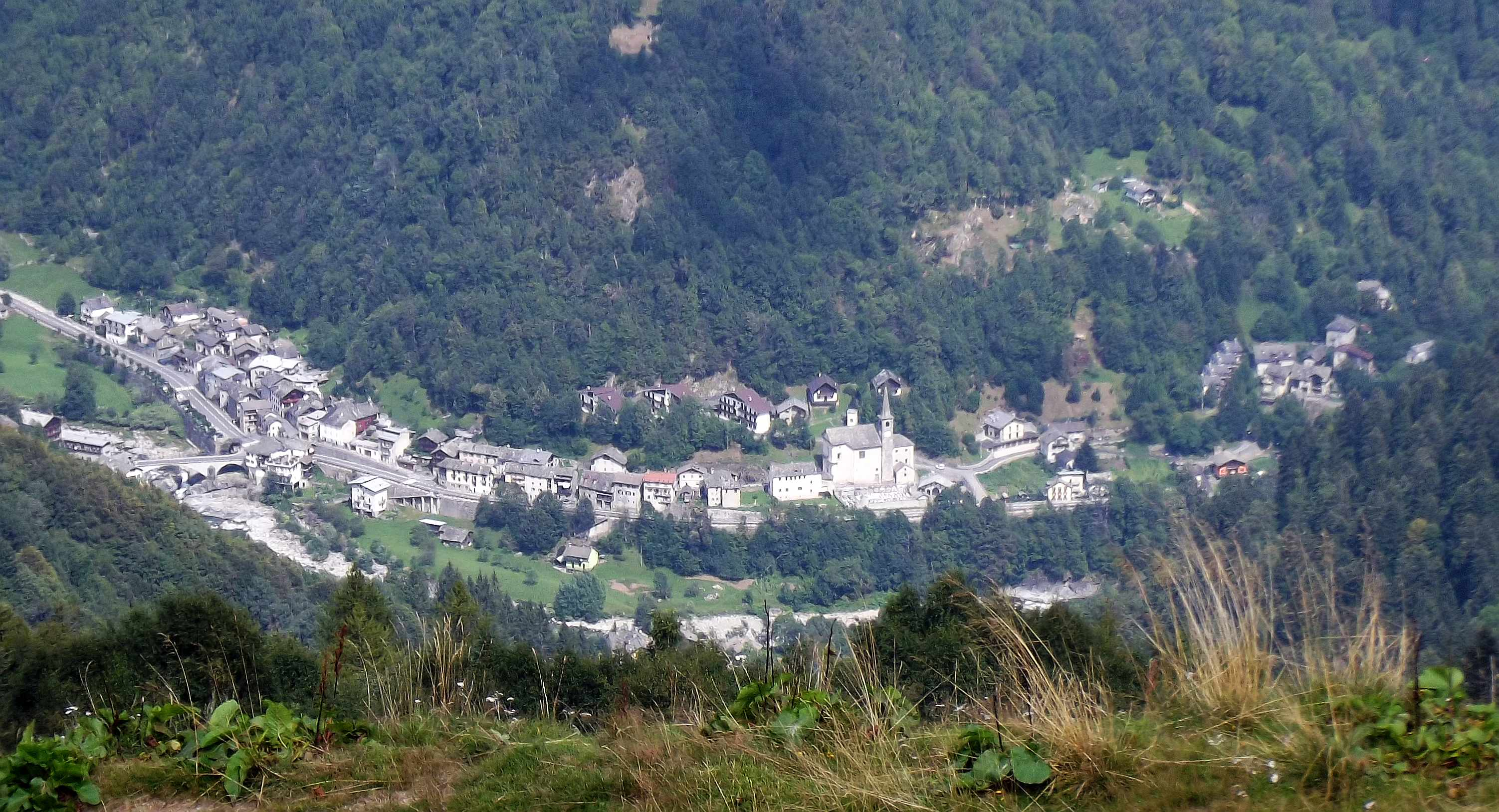
Panorama